# 하인드번

하인드번의 위치

하인드번(영어: Hyndburn)은 잉글랜드 랭커셔주에 위치한 비도시 자치구로 중심 도시는 애크링턴이며 인구는 80,208명(2014년 기준), 면적은 73.00km2이다.